# Linia kolejowa Berlin – Hamburg
Linia kolejowa Berlin – Hamburg – linia kolejowa o długości 286 km przystosowana do przewozów pasażerskich dalekobieżnych i towarowych. Była to pierwsza zmodernizowana do prędkości ponad 200 km/h (do 230 km/h) linia dużych prędkości w Niemczech. Linia ta ma również najwyższą średnią prędkość w połączeniu pomiędzy dwoma niemieckimi miastami, która wynosi 190 km/h (2008).

## Historia
Spółka kolejowa Berlin-Hamburger Eisenbahn-Gesellschaft rozpoczęła prace przy budowie linii w dniu 6 maja 1844 roku. Linia została oddana do użytku 15 grudnia 1846 roku. Była to wówczas najdłuższa trasa kolejowa w Niemczech. Prowadziła od dworca Berlin Hamburger Bahnhof (od października 1884 z dworca Lehrter Bahnhof), przez Spandau, Neustadt (Dosse), Wittenberge, Ludwigslust, Büchen i wzdłuż istniejącej już 15,6 km trasy kolejowej Hamburg-Bergedorfer Eisenbahn na dworzec Berliner Bahnhof w Hamburgu.